# Lenborough
Lenborough – przysiółek w Anglii, w Buckinghamshire. Leży 2,5 km od miasta Buckingham, 21,2 km od miasta Aylesbury i 80,5 km od Londynu. W latach 1870–1872 miejscowość liczyła 53 mieszkańców. Lenborough jest wspomniana w Domesday Book (1086) jako Edingeberge/Ledingberge.